# Svanétie
La Svanétie, parfois Svaneti ou Suanie (en géorgien სვანეთი ; en svane შუ̂ან), est une province historique de la Géorgie, dans le nord-ouest du pays. Elle est habitée par les Svanes, un sous-groupe ethnique des Géorgiens. La province compte environ 35 000 habitants.
Les monuments archéologiques de Haute Svanétie appartiennent à la liste du patrimoine mondial de l'UNESCO depuis 1996.

## Histoire
Les Svanes sont habituellement identifiés avec les Soanes mentionnés par Strabon, qui les situe plus ou moins dans l'emplacement actuel de la Svanétie. La province dépend longtemps de la Colchide, puis du royaume de Lazique (Egrisi) jusqu'en 552, où les Svanes, à l'occasion de la guerre lazique, s'en détachent pour se rapprocher des Perses. Mais les Byzantins désirent contrôler la Svanétie pour sécuriser la région de Lazique contre les raids perses. À la fin de la guerre (562), la Svanétie revient à la Lazique. 

### 800c
Ensuite, elle est intégrée au royaume d'Abkhazie, puis incorporée au royaume de Géorgie au début du XIe siècle. 
Elle devient alors un duché (saeristavo), gouvernée par un duc (eristavi). 
La culture régionale orthodoxe est particulièrement florissante pendant l'âge d'or du règne de la reine Tamar (1184-1213), presque vénérée comme une idole en Svanétie. La légende rapporte qu'elle gratifiait le duché d'une visite annuelle. Les invasions mongoles ne pénètrent pas en Svanétie, et, de ce fait, la région est préservée culturellement. 
Les Svanes sont connus comme des guerriers redoutables pendant des siècles. Leur bannière de guerre portait aussi le nom de Lemi (lion).

### 1460
Après la désintégration du royaume de Géorgie dans les années 1460, le contrôle de la région fut l'objet de furieuses luttes entre féodaux. La Haute Svanétie se constitua en principauté indépendante sous les princes Dadechkéliani, une branche de la famille Gelovani, tandis que la Basse Svanétie, d'abord gérée par les princes Gelovani, fut prise en charge par les princes Dadiani de Mingrélie, d'une façon peu agréée par les nobles locaux, qui revendiquèrent régulièrement leur indépendance. 

### 1750
La Svanétie proclame son indépendance vers 1750. Quatre princes de la famille des Dadechkéliani dirigèrent la Haute Svanétie avant qu'elle ne soit annexée à l'Empire russe, en 1858. Face à des conflits internes sérieux, le prince Tsiokh Dadechkéliani signe un traité avec l'empire Russe le 23 novembre 1833, ce qui aboutit à un statut de protectorat.
- ca.1750 : Otar Ier le Grand
- ca.1780 : Mistost Tengis Ier
- ca.1800-1841 : Tsiokh-Nicolas mort en septembre 1841
- 1841-1858 : Constantin (né en 1827 - exécuté par les Russes le 5 novembre 1858) épouse en 1849 Adilkan fille d'Alexandre Ier prince de Schouasopéli.

### 1857
Difficile d'accès, la région reste relativement autonome jusqu'en 1857, où la Russie profite d'une rivalité féodale pour abolir cette autonomie, après l'exécution du prince Constantin pour avoir lui-même poignardé le 22 octobre 1858 le prince Gagarine, gouverneur de Koutaïssi, et trois fonctionnaires russes présents à l'entretien.
En 1875, les Russes augmentent la pression fiscale sur la région : aux protestations qui s'ensuivent, répond une occupation militaire, qui aboutit à l'incendie de Khalde, lieu de résistance des rebelles, en 1876. 

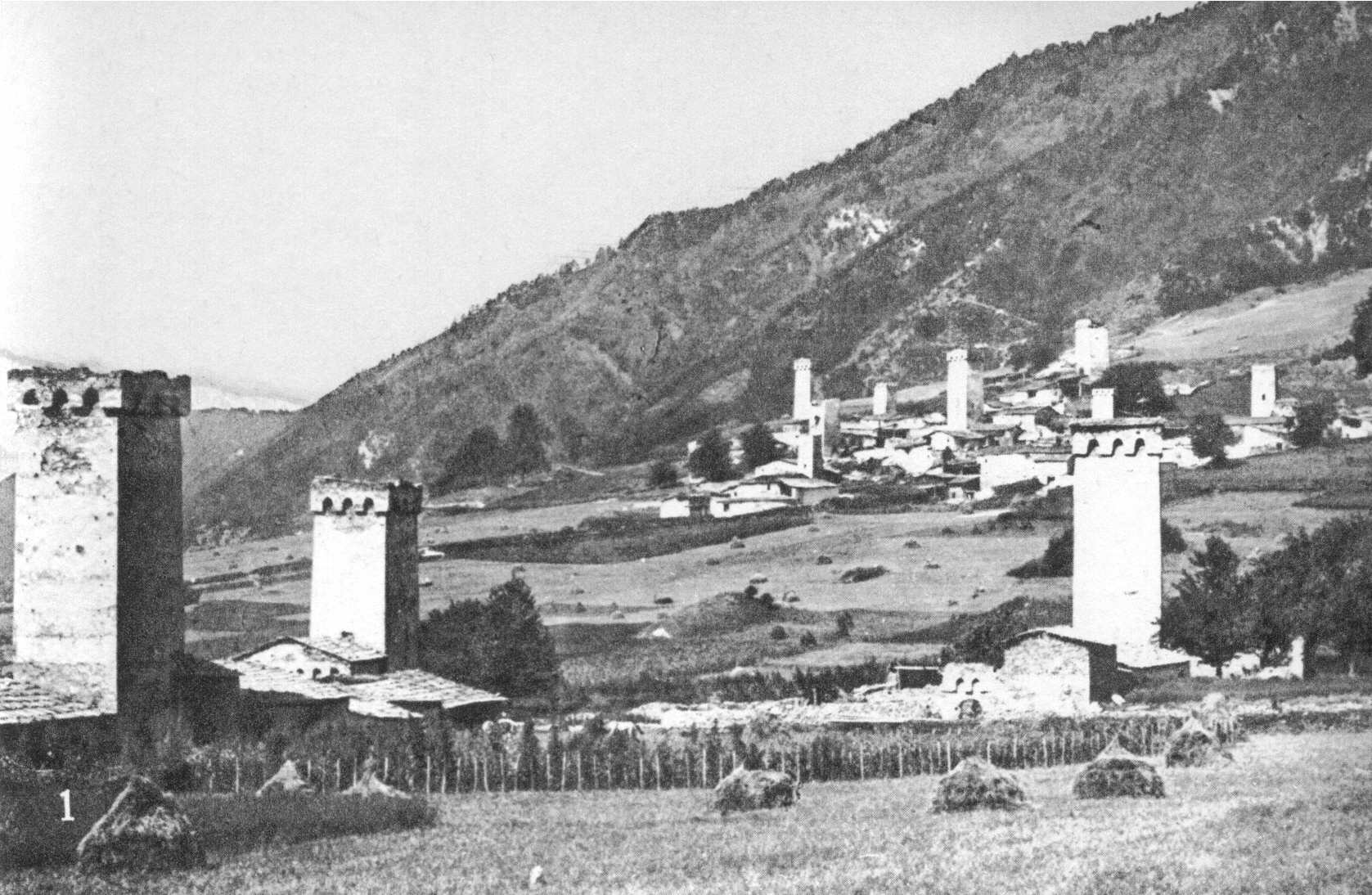
Mestia vers 1890

### 1920
D'abord gérée depuis Koutaïssi par un gouverneur, la Svanétie est divisée en deux parties, le district (raion) de Mestia (autrefois Sethi) et celui de Lentekhi, sous la période soviétique. En 1921, une insurrection régionale anti-soviétique est matée, en même temps que les divers soulèvements géorgiens. 
En 1987, des avalanches ont détruit un certain nombre d'habitations et fait jusqu'à 70 morts, surtout des écoliers. 2 500 habitants ont dû être transférés vers l'est de la Géorgie (vers les districts de Marneouli, Tetritskaro, Bolnissi, Sagaredjo, Gardabani, Dmanissi, Kaspi, Tskhaltubo, Khoni, Ozourguéti, et Lantchkhouti).

### 1991
La fin de l'Union soviétique et la guerre civile qui s'ensuivit (1991) ont de sérieuses conséquences sociales et économiques. Une certaine impunité de la criminalité rend la région peu sûre, même pour les touristes. Porté au pouvoir en 2004 par la révolution des Roses, le président Mikheil Saakachvili, peu à peu, fait emprisonner les principaux chefs de bande de la région, rendant l'accès à la Svanétie nettement moins dangereux, en particulier grâce à de larges campagnes anti-terroristes des forces spéciales géorgiennes en mars 2004. 
Malgré leur habitude du climat rude, les habitants de Svanétie ont fortement émigré, en particulier à la suite des inondations et glissements de terrain d'avril 2005.

## Géographie
Entourée de montagnes hautes de 3 000 à 5 000 mètres, la Svanétie est la région habitée la plus élevée d'Europe. Quatre des dix pics les plus élevés du Caucase sont en Svanétie. La montagne la plus haute de Géorgie, le mont Chkhara, s'élève à 5 201 mètres. On note encore le pic Tetnouldi (4 974 m), le pic Chota Roustavéli (4 960 m), le mont Ouchba (4 710 m), l'Ailama (en) (4 525 m), ainsi que le Lalveri, le Latsga et d'autres. 
Située sur les pentes sud du Grand Caucase, la Svanétie comprend les hautes vallées du Rioni, de l'Ingouri et de la Tskhenistskali. 
Géographiquement et historiquement, la province a été divisée en deux : Haute Svanétie (Zemo Svaneti, aujourd'hui district (raion) de Mestia) et Basse Svanétie (Kvemo Svaneti, aujourd'hui district (raion)  de Lentekhi), respectivement sur les hautes vallées de l'Ingouri et de la Tskhenistskali. Elles sont de fait aujourd'hui réparties entre les deux régions (mkhare) de Mingrélie-Haute Svanétie et Ratcha-Letchkhoumie et Basse Svanétie.
La Svanétie historique comprenait aussi la vallée de Kodori, rattachée à la province séparatiste d'Abkhazie, et qui fait plutôt partie des vallées des rivières russes, le Kouban et la Baksan.

### Paysage
Le paysage de Svanétie est composé de montagnes séparées par des gorges profondes. La plupart de la région se trouve à moins de 1 800 m d'altitude et est couverte de forêts, mélanges de feuillus et de conifères : on y trouve l'épicéa, le sapin du Caucase, le hêtre d'Orient, le chêne et le charme ; de façon moins commune on peut y rencontrer le châtaignier, le bouleau, l'érable, le pin sylvestre et le buis. La zone entre 1 800 et 3 000 m présente surtout des alpages. Les neiges éternelles et les glaciers au-dessus de 3 000 m sont remarqués pour leur aspect pittoresque, tout particulièrement le mont Ouchba qui se voit de presque partout.

### Climat
Le climat de Svanétie est humide du fait des masses d'air qui montent de la mer Noire tout au long de l'année. La température et les précipitations varient considérablement selon l'altitude. Les précipitations annuelles sont entre 1 000 et 3 200 mm, la plus grande partie se déversant sur les montagnes du Grand Caucase. La région est ainsi marquée par d'importantes chutes de neige et des avalanches assez fréquentes. La couche de neige peut atteindre 5 m à certains endroits. 
Les parties les plus basses (800–1 200 m) sont caractérisées par des étés longs et torrides alternant avec des hivers neigeux et froids. En altitude moyenne (1 200–1 800 m), les étés sont encore chauds et les hivers froids. Au-dessus de 2 000 m, les étés sont plus courts et plus frais, tandis que l'hiver s'y prolonge. Une bonne part de la Svanétie est au-dessus de 3 000 m et ne jouit pas d'un véritable été ; pour autant, la proximité avec la Mer Noire modère les températures hivernales en haute altitude mais, d'octobre à avril, la neige et des gelées à -10 °C en moyenne isolent la province du reste du pays.

## Population
Sous-groupe ethnique des Géorgiens, les Svanes sont principalement chrétiens orthodoxes, et font remonter leur évangélisation aux IVe et VIe siècles. 
Ils parlent majoritairement deux langues, le svane et le géorgien, mais certains connaissent aussi le mingrélien, voire le laze, toutes langues de la famille sud caucasienne (langues kartvéliennes).

## Culture et tourisme

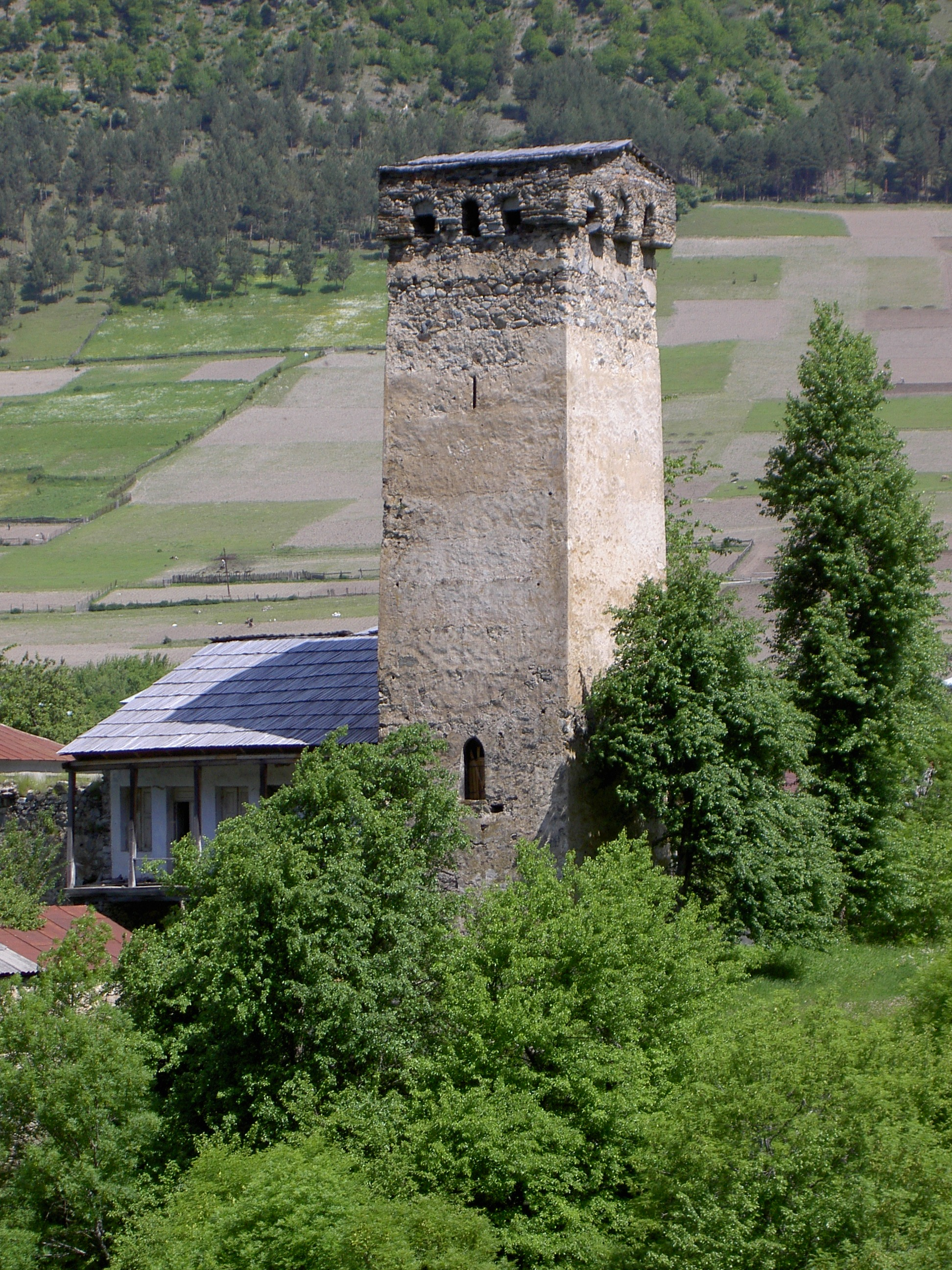
Une tour typique en Svanétie.

La Svanétie jouit de paysages grandioses et abrite des trésors d'architecture, en particulier les tours érigées aux IXe et XIIe siècles, des églises orthodoxes et des places fortifiées. La Haute Svanétie a été cataloguée à ce titre dans les sites du patrimoine mondial de l'UNESCO.

### Référence de traduction
- (en) Cet article est partiellement ou en totalité issu de l’article de Wikipédia en anglais intitulé « Svaneti » (voir la liste des auteurs).